# Teatro di Rifredi
Il teatro di Rifredi è un teatro di Firenze. Ospita lavori di prosa, ricerca e sperimentazione teatrale. Da alcuni anni rivolge alle scuole della città più specifici progetti di supporto didattico.

## Storia
Nel 1883 venne fondata nel nuovo quartiere industriale fiorentino di Rifredi la SMS (Società di Mutuo Soccorso), che aveva fra i propri scopi anche quello di organizzare momenti ricreativi ed educativi come feste sociali e spettacoli teatrali, che in una prima fase della sua vita vennero effettuati prendendo in affitto locali quali l'"Excelsior" dell'impresario Molteni.
Solo alla vigilia del primo conflitto mondiale la Società realizzò la propria sede alla confluenza del viale Vittorio Emanuele con quella che successivamente sarebbe divenuta piazza Dalmazia. Inaugurata nel 1914 la sede della SMS aveva al suo interno anche uno spazio per il teatro e le feste sociali capace di ospitare circa 2000 persone e con un palcoscenico a doppia bocca d'opera, per gli spettacoli invernali e gli spettacoli estivi, per i quali era stata allestita una vasta arena all'esterno del fabbricato.
Nel 1921 questo importante spazio teatrale venne incendiato nel corso di un assalto fascista alla casa del Popolo.
Poco dopo il suo ripristino, il teatro durante il fascismo divenne di proprietà del PNF che lo utilizzò come casa del Fascio intitolata a Filippo Corridoni.
Dopo la guerra ritornò alla sua funzione di sala teatrale, ospitando giovani compagnie fiorentine sperimentali. Negli anni settanta divenne famoso, con il nome di Humor Side, come spazio dedicato alla satira ed al mimo, sotto la gestione di Alessandro Benvenuti ed Athina Cenci dei Giancattivi. Nel 1986 il teatro venne completamente ristrutturato e passò sotto la direzione artistica della compagnia Pupi e Fresedde.

## Descrizione
Rispetto alla struttura iniziale del teatro sono stati fatti in più riprese lavori che hanno modificato principalmente l'aspetto originario della sala attraverso l'eliminazione delle scale fisse semicircolari che collegavano direttamente le due estremità del proscenio con la sala e la realizzazione di un nuovo proscenio, la controsoffittatura e il rivestimento delle pareti con pannelli fonoassorbenti e infine con la trasformazione della galleria in cabina di regia. Alla metà degli anni ottanta, con il prevalere dell'attività teatrale su quella cinematografica, il teatro è stato anche rinnovato nella sua impiantistica per la messa a norma secondo le normative vigenti.
Anche se rinforzato nella sua struttura portante, ora in acciaio e cemento ricoperto da legno, il piano del palcoscenico conserva ancora la caratteristica soluzione a doppia pendenza per l'utilizzo della scena sia verso la platea che verso il giardino posto nell'area del retropalco. Anche la vecchia graticciata mantiene la sua struttura originaria.

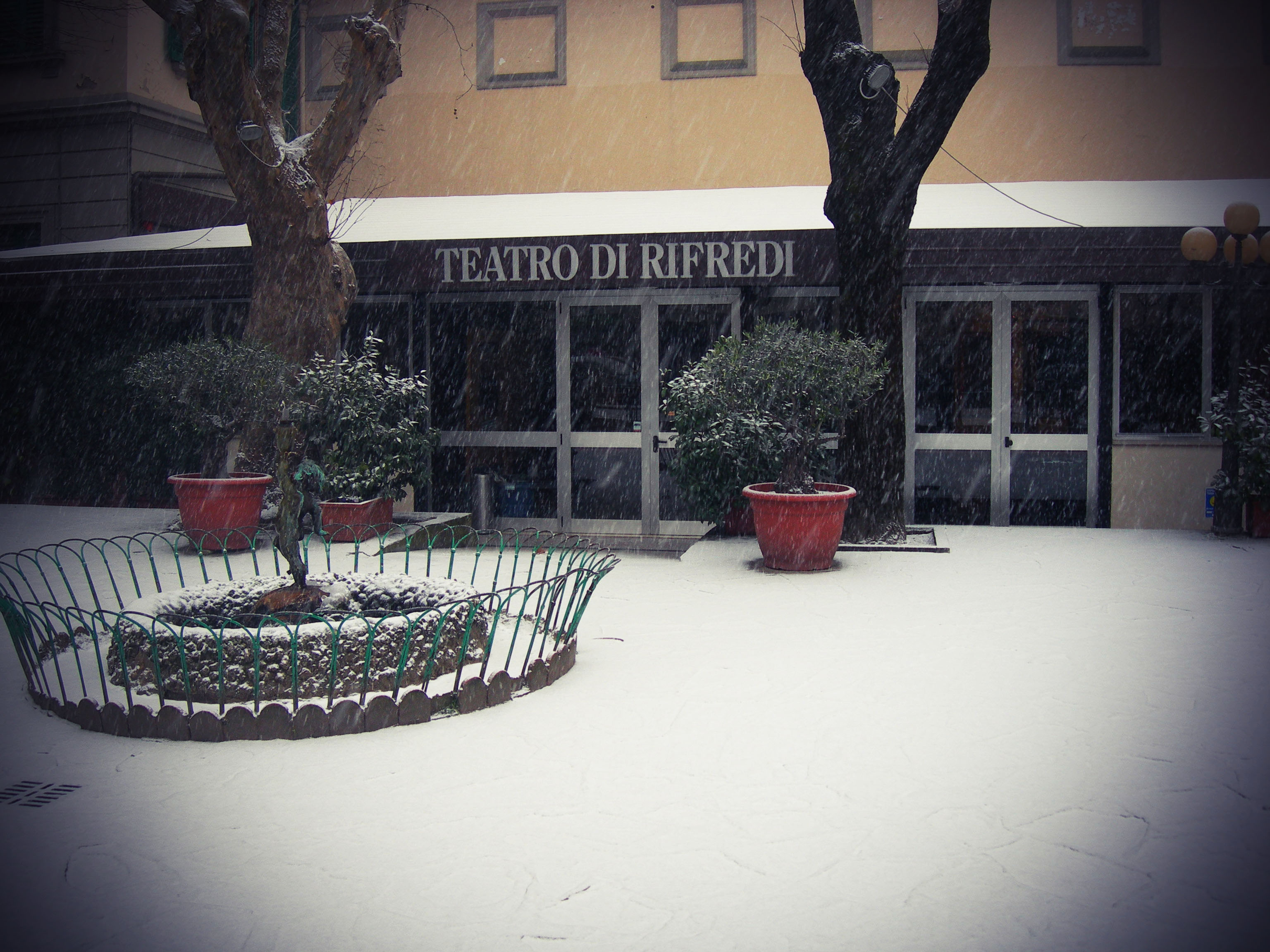
L'ingresso durante una nevicata
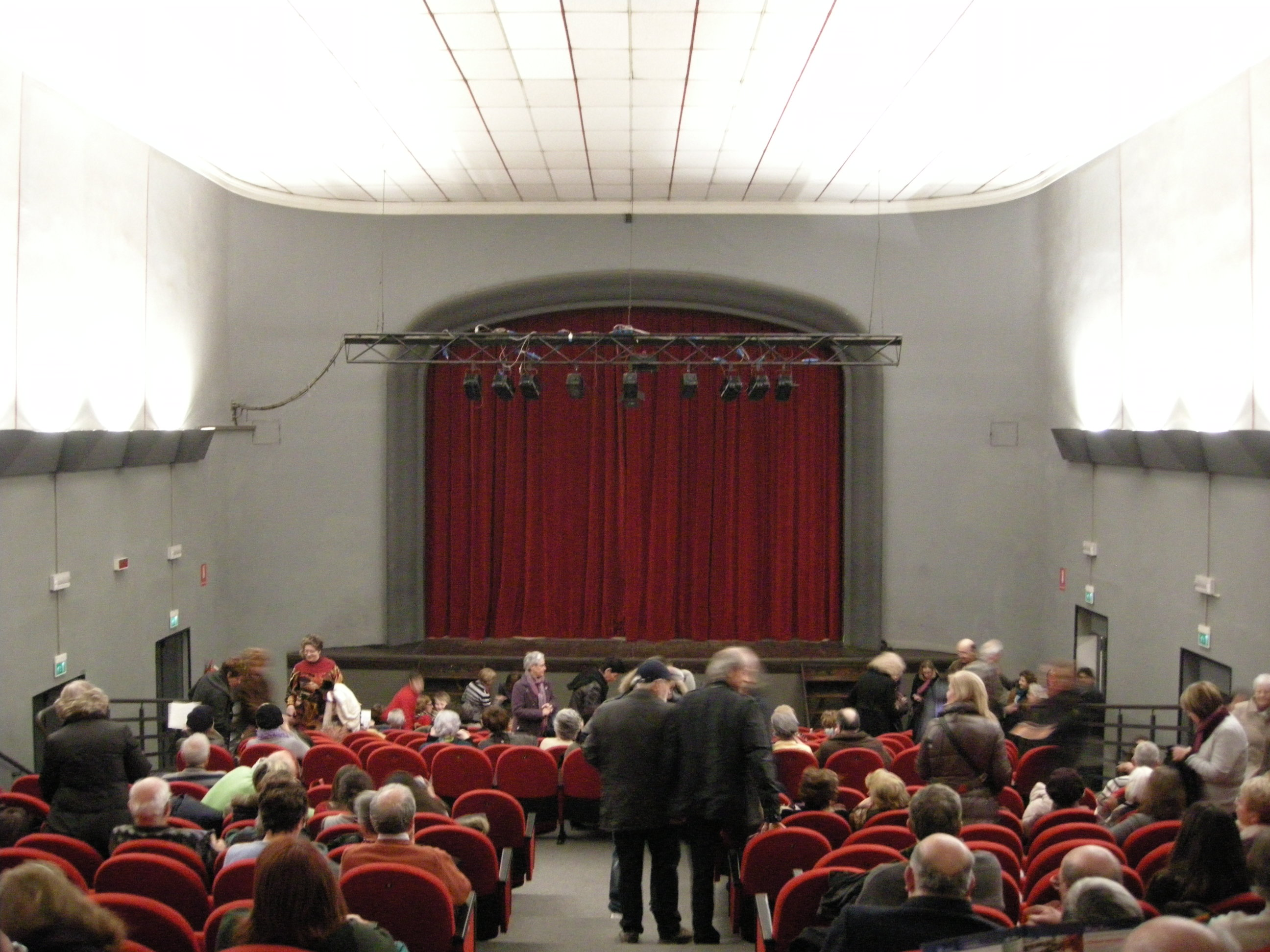
La sala